# Carabao (skupina)
Carabao (thajsky คาราบาว) byla thajská rocková, phleng puea chiwitová skupina působící v letech 1981–2007, jejíž hlavní postavou byl zpěvák, kytarista a skladatel Yuenyong Ophakul, který od r. Carabao dosáhli hned prvním albem Made In Thailand (1984).

## Diskografie
- Waniphok (1983)
- Made In Thailand (1984)
- Wicha Pae (1991)
- Chang Hai (1993)
- Khon Sang Chat (1994)
- Samakkhi Prather Thai (2004)